# 窮人。榴槤。麻藥。偷渡客
《窮人。榴槤。麻藥。偷渡客》是台灣導演趙德胤所執導的第二部劇情長片，同時也是「歸鄉三部曲」中的第二部。

## 劇情
阿洪打算帶著妹妹從緬甸偷渡至泰國，不過妹妹卻被人口販子帶走。在曼谷擔任導遊助理的阿洪，因曼谷洪水成災而導致生意不佳，於是決定重返泰緬邊境，想藉販售毒品原料賺錢贖回妹妹。緬甸女子三妹為了台灣身份證，幫助人蛇集團販運人口，她雖然完成帶走阿洪妹妹的販運任務，但是一心夢想新生活的她，身分證卻遙遙無期。